# 각화센트럴파크 3차
각화센트럴파크 3차(영어: Gakwha Central Park 3 SEOHEE STARHILLS)는 대한민국 광주광역시 북구 각화동에 위치한 아파트이다.

## 같이 보기
- 광주광역시의 마천루 목록